# Wolfgang Eißler
Wolfgang Eißler (* 1971 in Bretten) ist ein deutscher Regisseur und Drehbuchautor.

## Leben
Eißlers erste bedeutende Regiearbeit war 2008 Berlin am Meer. Zuletzt wurden seine Märchenfilme Die kluge Bauerntochter (2009) und Die zertanzten Schuhe (2011) jeweils für einen Grimme-Sonderpreis nominiert. Des Weiteren ist Wolfgang Eißler Träger des Robert-Geisendörfer-Preises, welchen er im Jahre 2011 für seine Regie von Die kluge Bauerntochter in der Kategorie Kinderfernsehpreis erhalten hat.

## Filmografie (Auswahl)
- 2002: Boy meets girlS (Regie und Drehbuch)
- seit 2007: Löwenzahn (Regie)
- 2008: Berlin am Meer (Regie und Drehbuch)
- 2008: Brüderchen und Schwesterchen (Regie)
- 2009: Die kluge Bauerntochter (Regie)
- 2011: Die zertanzten Schuhe (Regie)
- 2016: Das singende, klingende Bäumchen (Neuverfilmung) (Regie)
- 2020: Praxis mit Meerblick – Familienbande (Folge 9) (Regie)
- 2021: Schule am Meer – Frischer Wind (Regie)
- 2023: Mit Herz und Holly: Diagnose Neustart, Muttergefühle (Regie)
- 2024: Mit Herz und Holly: Lichtblicke, Kleine Wunder (Regie)